# 2008年のダカール・ラリー
2008年のダカール・ラリー (2008 Dakar Rally) は、30回目のダカール・ラリー。2008年1月5日にポルトガルの首都リスボンをスタートし、ヨーロッパとアフリカを経由して1月20日にセネガルの首都ダカールにゴールする予定だった。
しかし、参加者に対するテロ攻撃が予想されたため、スタート直前にキャンセルされた。

## 中止
ラリーは2007年12月24日にモーリタニアで発生したフランス人旅行者4名の殺害事件のため、2008年1月4日に中止が発表された。フランスを拠点とするアモリ・スポル・オルガニザシオン（ASO）は、声明でフランス政府によってラリーの中止を勧告されていたと述べた。彼らは「テロ組織」によってイベントに対する直接的な脅迫が行われていたと述べた。ラリー開始前にマリで計画されていた2つのステージがキャンセルされた後に、主催者のエティエンヌ・ラヴィーヌはモーリタニアでのレグのみを承認した。このキャンセルについてアルカイダの関連機関が非難された。
ASOは直ちに代替のラリーを計画し、4月にハンガリーとルーマニアでセントラル・ヨーロッパ・ラリーが開催された。
ダカール・ラリーはその名を維持したまま翌2009年以降は南米で開催され、さらに2020年からはサウジアラビアへ移転しながら開催が続けられている。一方でアフリカでの旧き良きダカールへの郷愁から、ダカールの競技者たちによりアフリカ・エコレースも2009年に誕生している。

## 参加数
2007年12月の時点で、245台のオートバイ、20台のクアッド、205台の4輪車、および100台のトラックが参加を予定していた。合計570チームが50カ国から参加し、2007年の510から大幅に増加していた。

## ルート
ラリーはポルトガルのリスボンからスタートし、スペイン、モロッコ、西サハラ、モーリタニア、セネガルを通過する。合計距離は9,273 km (5,762 mi)に及び、そのうち5,732 km (3,562 mi)がスペシャルステージとなる。1月13日がヌアクショットでの休息日であった。

### 予定されたステージ
| ステージ | 月日    | 出発地                   | 目的地                   | コネクション             | コネクション             | スペシャル               | スペシャル               | コネクション             | コネクション             | 合計                     | 合計                     |
| -------- | ------- | ------------------------ | ------------------------ | ------------------------ | ------------------------ | ------------------------ | ------------------------ | ------------------------ | ------------------------ | ------------------------ | ------------------------ |
| ステージ | 月日    | 出発地                   | 目的地                   | km                       | mi                       | km                       | mi                       | km                       | mi                       | km                       | mi                       |
| 1        | 1月5日  | リスボン                 | ポルティマオン           | 104                      | 65                       | 120                      | 75                       | 262                      | 163                      | 486                      | 302                      |
| 2        | 1月6日  | ポルティマオン           | マラガ                   | 15                       | 9                        | 60                       | 37                       | 460                      | 286                      | 535                      | 332                      |
| 3        | 1月7日  | ナドール                 | エルラシディア           | 182                      | 113                      | 372                      | 231                      | 16                       | 10                       | 717                      | 446                      |
| 4        | 1月8日  | エルラシディア           | ワルザザート             | 29                       | 18                       | 356                      | 221                      | 199                      | 124                      | 584                      | 363                      |
| 5        | 1月9日  | ワルザザート             | ゲルミン                 | 188                      | 117                      | 498                      | 309                      | 148                      | 92                       | 834                      | 518                      |
| 6        | 1月10日 | ゲルミン                 | スマラ†                  | 66                       | 41                       | 454                      | 282                      | 105                      | 65                       | 625                      | 388                      |
| 7        | 1月11日 | スマラ†                  | アタール                 | 198                      | 123                      | 619                      | 385                      | 12                       | 7                        | 829                      | 515                      |
| 8        | 1月12日 | アタール                 | ヌアクショット           | 44                       | 27                       | 450                      | 280                      | 37                       | 23                       | 531                      | 330                      |
| 9        | 1月13日 | ヌアクショットでの休養日 | ヌアクショットでの休養日 | ヌアクショットでの休養日 | ヌアクショットでの休養日 | ヌアクショットでの休養日 | ヌアクショットでの休養日 | ヌアクショットでの休養日 | ヌアクショットでの休養日 | ヌアクショットでの休養日 | ヌアクショットでの休養日 |
| 10       | 1月14日 | ヌアクショット           | ヌアディブ               | 37                       | 23                       | 525                      | 326                      | 86                       | 53                       | 648                      | 403                      |
| 11       | 1月15日 | ヌアディブ               | アタール                 | 111                      | 69                       | 552                      | 343                      | 22                       | 14                       | 685                      | 426                      |
| 12       | 1月16日 | アタール                 | ティジクジャ             | 35                       | 22                       | 524                      | 326                      | 133                      | 83                       | 692                      | 430                      |
| 13       | 1月17日 | ティジクジャ             | キファ                   | 131                      | 81                       | 398                      | 247                      | 2                        | 1                        | 531                      | 330                      |
| 14       | 1月18日 | キファ                   | キファ                   | 25                       | 16                       | 484                      | 301                      | 6                        | 4                        | 515                      | 320                      |
| 15       | 1月19日 | キファ                   | サン＝ルイ               | 326                      | 203                      | 301                      | 187                      | 130                      | 81                       | 757                      | 470                      |
| 16       | 1月20日 | サン＝ルイ               | ダカール                 | 239                      | 149                      | 23                       | 14                       | 42                       | 26                       | 304                      | 189                      |
|          |         |                          |                          | km                       | mi                       | km                       | mi                       | km                       | mi                       | km                       | mi                       |

†スマラは西サハラ内陸部に位置し、モロッコによって実効支配されている。